# Radikal 161
Radikal 161 mit der Bedeutung „Morgen“ (5. Erdstamm) ist eines von 20  der 214 traditionellen Radikale der chinesischen Schrift, die mit sieben Strichen geschrieben werden.
Mit 3 Zeichenverbindungen in Mathews’ Chinese-English Dictionary gibt es nur sehr wenige Schriftzeichen, die unter diesem Radikal im Lexikon zu finden sind.
Das Radikal Morgen nimmt nur in der Langzeichen-Liste traditioneller Radikale, die aus 214 Radikalen besteht, die 161. Position ein. In modernen Kurzzeichen-Wörterbüchern kann es sich an ganz anderer Stelle finden. Im Neuen chinesisch-deutschen Wörterbuch aus der Volksrepublik China steht es zum Beispiel an 187. Stelle.
Guo Moruo, ein bekannter Sprachforscher, analysierte aus den Orakelknochen-Formen des Zeichens 辰, dass es ursprünglich ein steinernes landwirtschaftliches Gerät bezeichnete.
Dieser Zusammenhang ist auch im Zeichen für Landwirtschaft noch erhalten, jedenfalls in der ungekürzten Form: 農 (Kurzzeichen: 农). Hier findet sich 辰 als untere Komponente.
辱 (= Schande) trug links ursprünglich die Komponente 耒 plus 辰, plus 寸, eine Form der Hand. Die Hand führt hier ein landwirtschaftliches Gerät.
Für die Verschriftung des fünften Himmelsstammes wurde 辰 (chen) als Leihzeichen herangezogen.
Als Komponente in zusammengesetzten Zeichen fungiert es meist als Lautträger wie in 宸 (chen = großes Haus), 晨 (= Morgen), 振 (= flattern, schütteln), 赈 (= jemandem materiell unterstützen), 娠 (in: 妊娠 = schwanger), 蜃 (= Muschel) und auch 唇 (= Lippe).

## Schriftzeichenverbindungen, die vom Radikal 161 regiert werden
| Striche | Zeichen |
| ------- | ------- |
| +0      | 辰      |
| +03     | 辱      |
| +06     | 農      |
| +08     | 辳      |
| +12     | 辴      |

 Im Unicodeblock Kangxi-Radikale ist das Radikal 161 unter der Codepointnummer 12.192 (U+2FA0) codiert.